# Мысленице
Мысленице (пол. Myślenice) — город в Польше, входит в Малопольское воеводство, Мысленицкий повят. Имеет статус городско-сельской гмины. Занимает площадь 30,1 км². Население — 17 995 человек (на 2006 год).

## Известные уроженцы
- Дастих, Давид (1941—2010) — польский журналист-международник, прозаик, переводчик, сотрудник службы внешней разведки ПНР, двойной агент ЦРУ США и Японии.

## Города-побратимы
Мысленице имеет отношения со следующими городами-побратимами:
- Белхатув, Польша
- Далонега[вд], США
- Люденшайд, Германия
- Рувруа, Франция (1996)[1]
- Спишска-Нова-Вес, Словакия
- Тенкё[вд], Франция
- Чопак[вд], Венгрия